# Bandera de Paraná
La bandera de Paraná es uno de los símbolos oficiales del Estado, junto con el escudo y el himno y fue oficializada por decreto estatal nº 8, del 9 de enero de 1892, fecha de emancipación política del municipio de Piraquara, y tenía en su centro el escudo del estado, que fue oficialmente usado hasta 1905. El proyecto fue presentado por el ciudadano Manuel Correia de Freitas en una sesión de la Asamblea Legislativa de Paraná del 3 de julio de 1891 y el diseño fue ejecutado por el artista Paulo de Assunção.
Aprobada por el decreto-ley estatal nº 2457, del 31 de marzo de 1947, está compuesta por un rectángulo verde cortado por una banda diagonal blanca, que desciende de izquierda a derecha. Sobre la banda, en el centro, aparece en azul, la esfera de la Cruz del Sur. Corta la esfera, una banda blanca con el nombre del Estado en mayúsculas de verde, por encima de ella 1 estrella y por debajo 4. Alrededor de la esfera, por el lado derecho, una rama de pino paraná y por el izquierdo, una rama de yerba mate.
Es una de las pocas banderas estatales en Brasil  que no poseen en ninguna parte los colores negro, rojo y amarillo (que por curiosidad, también son los colores de la bandera de Alemania) - generalmente asociadas con la guerra, el luto, la sangre y las riquezas minerales - en su composición.

## Banderas históricas de Paraná

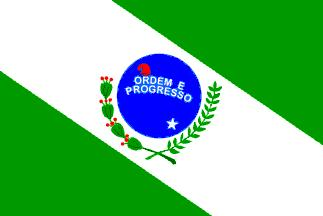
Bandera de 1892-1905.
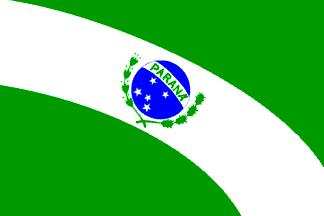
Bandera de 1905 a 1923.
Bandera de 1947 a 1990.
Bandera de 1990 a 2002.
Bandera de 2002 a la actualidad.

- Datos: Q2981712
- Multimedia: Flags of Paraná / Q2981712